# كيث ماثيوز
كيث ماثيوز (بالإنجليزية: Keith Matthews)‏ هو لاعب اتحاد الرغبي أيرلندي، ولد في 10 يونيو 1982 في ليمريك في جمهورية أيرلندا.